# Nitrofiel alluviaal elzenbos
Het nitrofiel alluviaal elzenbos is een karteringseenheid in de Biologische Waarderingskaart (BWK) van Vlaanderen en het Brussels Hoofdstedelijk Gewest met als code 'vn'.
In de vegetatiekunde wordt dit biotoop vertegenwoordigd door twee rompgemeenschappen, de gemeenschap van canadapopulier en schaafstro en de rompgemeenschap van grote brandnetel.
Het nitrofiel alluviaal elzenbos staat gewaardeerd als 'Biologisch zeer waardevol'.

## Naamgeving, etymologie en codering
- BWK-code: vn
- Syntaxoncode (Nederland): 43RG02 Gemeenschap van canadapopulier en schaafstro (Urtica dioica-[Circaeo-Alnenion]) en 43RG03 Rompgemeenschap van grote brandnetel (Urtica dioica-[Ulmenion carpinifoliae])

## Kenmerken
Nitrofiele alluviale elzenbossen zijn te vinden op vrij natte tot natte voedselrijke bodems en zijn in te delen in twee types, een natte variant die vooral voorkomt in beek- en riviervalleien en gekenmerkt wordt door moerasplanten en zegges, en een droger type met vooral stikstofminnende- en ruigtekruiden. 

### Soortensamenstelling
De boomlaag bestaat meestal uit zwarte els, gewone es en wilgen, maar dikwijls is het ingeplant met canadapopulier. De kruidlaag bestaat, afhankelijk van het type elzenbos, uit vochtminnende soorten als dotterbloem, moerasspirea, moesdistel, oeverzegge, scherpe zegge en gele lis, of uit stikstofminnende soorten als grote brandnetel, kleefkruid en hondsdraf.
Voor een compleet overzicht van de indicatieve soorten, zie de rompgemeenschappen van canadapopulier en schaafstro en van grote brandnetel.

## Verspreiding en voorkomen
Nitrofiele alluviale elzenbossen komen buiten de Duin- en Polderstreek bijna overal in Vlaanderen en in het Brussels Hoofdstedelijk Gewest voor, vooral in de voedselrijke valleigronden.